# Verzoeking van Christus

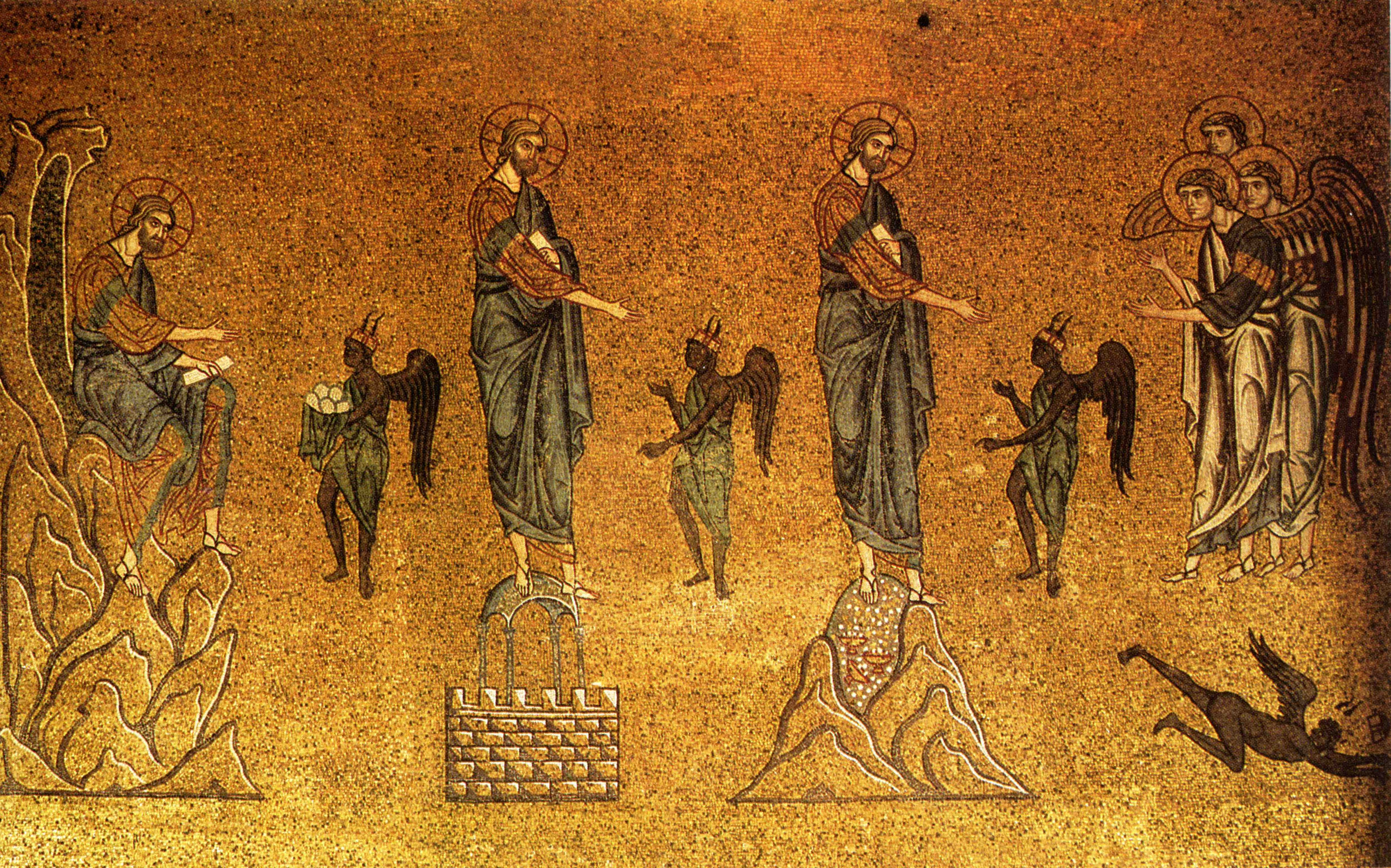
De verzoeking van Christus, 12de-eeuws mozaïek in de Basiliek van San Marco (Venetië).

De verzoeking van Christus is een episode in de synoptische evangeliën (Matteüs, Marcus en Lucas) over het leven van Jezus Christus: na zijn doop door Johannes de Doper vastte hij in de woestijn en weerstond verzoekingen die de Duivel hem liet ondergaan.
Bij de doop kwam de Heilige Geest over Jezus; deze Geest leidde Jezus naar de woestijn. Direct na deze verzoekingsperiode startte het openbare optreden van Jezus. Deze periode wordt dan ook vaak gezien als een voorbereidingsperiode op zijn werken.
Volgens de overlevering vond dit verhaal plaats op de Berg der Verzoeking (Arabisch: جبل الأربعين, Ǧabal al-arbaʿīn of جبل القرنطل, Ǧabal al-Qurunṭul) op de huidige Westelijke Jordaanoever.

## De verhalen

### Marcus
Marcus geeft een sobere versie en noemt geen concrete verzoekingen:

Meteen daarna dreef de Geest hem de woestijn in. Veertig dagen bleef hij in de woestijn, waar hij door Satan op de proef werd gesteld. Hij leefde er te midden van de wilde dieren, en engelen zorgden voor hem.

De plaatsing door Marcus van Jezus in 'de woestijn' en vooral 'te midden van de wilde dieren' wordt vaak gezien als een bewust contrast tegenover de verzoeking van Adam in het paradijs. Volgens een laat-joodse traditie werd Adam ook door engelen gevoed. Terwijl Adam zwichtte voor de verzoeking (de zondeval), weerstond Jezus deze en is dus de "Nieuwe Adam", die de schuld van de eerste verlost. Het eschatologische "herstel" van het paradijs begint bij Jezus.

### Matteüs en Lukas
Matteüs en Lukas geven een uitgebreider verhaal. Hierin is Jezus in dialoog met de Duivel en citeert hij de Hebreeuwse Bijbel. Deze citaten hebben alle te maken met de periode na de Uittocht uit Egypte. Ook de setting van het verhaal is hierop gebaseerd, met name op de passage in Exodus 24, waarin Mozes de berg Sinaï beklom en daar veertig dagen op verbleef.
De hypothetische Bron Q wordt beschouwd als de tekstbron van de dialoogpassages. In Matteüs en Lukas zijn de tweede en derde verzoeking omgewisseld. Omdat in de versie van Matteüs een stijging wordt aangetroffen, wordt deze als het origineel beschouwd, terwijl Lucas als laatste de verleiding van het wereldkoningschap noemt met het belang van de tempel in Jeruzalem als clou. Matteüs gebruikt tijdsaanduidingen ('toen') en Lukas gebruikt die niet. Ook zinspeelt Lukas op de Passie als hoogtepunt van zijn evangelie met de slotopmerking dat de duivel “voor een tijd” bij Jezus vandaan bleef.
De verzoeking van Christus ontbreekt in het Evangelie volgens Johannes, maar sommige exegeten denken dat bepaalde passages parallellen hebben en mogelijk op dezelfde bron teruggrijpen:
- Van stenen brood maken: Johannes 6:26, 31
- Van de tempel springen: Johannes 2:18-22
- Koninkrijken van de Wereld: Johannes 6:15

| Matteüs 4 | Lucas 4 |
| --- | --- |
| [1] Daarna werd Jezus door de Geest meegevoerd naar de woestijn om door de duivel op de proef gesteld te worden. | [1] Vervuld van de heilige Geest trok Jezus weg van de Jordaan, en geleid door de Geest zwierf hij veertig dagen rond in de woestijn, |
| [2] Nadat hij veertig dagen en veertig nachten had gevast, had hij grote honger. [3] Nu kwam de beproever naar hem toe en zei: ‘Als u de Zoon van God bent, beveel dan die stenen in broden te veranderen.’ [4] Maar Jezus gaf hem ten antwoord: ‘Er staat geschreven: “De mens leeft niet van brood alleen, maar van ieder woord dat klinkt uit de mond van God.”’                                                              | [2] waar hij door de duivel op de proef werd gesteld. Al die tijd at hij niets, en toen de veertig dagen verstreken waren, had hij grote honger. [3] De duivel zei tegen hem: ‘Als u de Zoon van God bent, beveel die steen dan in een brood te veranderen.’ [4] Maar Jezus antwoordde: ‘Er staat geschreven: “De mens leeft niet van brood alleen.”’ |
| [5] Vervolgens nam de duivel hem mee naar de heilige stad en zette hem op het hoogste punt van de tempel. [6] Hij zei tegen hem: ‘Als u de Zoon van God bent, spring dan naar beneden. Want er staat geschreven: “Zijn engelen zal hij opdracht geven om u op hun handen te dragen, zodat u uw voet niet zult stoten aan een steen.”’ [7] Jezus antwoordde: ‘Er staat ook geschreven: “Stel de Heer, uw God, niet op de proef.”’ | [5] Toen bracht de duivel hem naar een hooggelegen plaats en liet hem in een en hetzelfde ogenblik alle koninkrijken van de wereld zien. [6] De duivel zei tegen hem: ‘Ik geef u de macht over dat alles en ook de roem die ermee gepaard gaat, want ik kan daarover beschikken en ik geef het aan wie ik wil; [7] als u in aanbidding voor mij neervalt, zal dat allemaal van u zijn.’ [8] Maar Jezus antwoordde: ‘Er staat geschreven: “Aanbid de Heer, uw God, vereer alleen hem.”’ |
| [8] De duivel nam hem opnieuw mee, nu naar een zeer hoge berg. Hij toonde hem alle koninkrijken van de wereld in al hun pracht [9] en zei: ‘Dit alles zal ik u geven als u voor mij neervalt en mij aanbidt.’ [10] Daarop zei Jezus tegen hem: ‘Ga weg, Satan! Want er staat geschreven: “Aanbid de Heer, uw God, vereer alleen hem.”’                                                                                           | [9] De duivel bracht Jezus naar Jeruzalem en zette hem op het hoogste punt van de tempel, en hij zei tegen hem: ‘Als u de Zoon van God bent, spring dan naar beneden. [10] Want er staat geschreven: “Zijn engelen zal hij opdracht geven om over u te waken.” [11] En ook: “Op hun handen zullen zij u dragen, zodat u uw voet niet zult stoten aan een steen.”’ [12] Maar Jezus antwoordde: ‘Er is gezegd: “Stel de Heer, uw God, niet op de proef.”’                                |
| [11] Daarna liet de duivel hem met rust, en meteen kwamen er engelen om voor hem te zorgen. | [13] Toen de duivel Jezus aan al deze beproevingen had onderworpen, ging hij voor een tijd bij hem vandaan. |

## Historische evaluatie
Dat Jezus een tijdje in de woestijn verbleef, kan als historisch worden aangenomen. De geschiedenis van de verzoeking zelf heeft een bijzondere positie in zijn vorm en genre - ooggetuigen zijn uitgesloten en een letterlijke historische interpretatie faalt omdat men niet kan neerkijken op "alle koninkrijken van de wereld". Sommige exegeten interpreteren het verhaal daarom zo dat het zich als een soort visioen in Jezus afspeelde.

## Rabbijnse parallellen
Psalm 91, geciteerd door de duivel in een poging om Jezus te overtuigen om te springen uit de top van de tempel, wordt in Joodse bronnen beschouwd als een Messiaanse profetie. Een andere Joodse traditie, gebaseerd op Jesaja, bevat een rabbinale verwachting dat de Messias zou moeten verschijnen op het dak van de tempel.
"Onze rabbijnen vertelden dat in het uur wanneer de Messias wordt onthuld dat hij zal komen en op het dak van de tempel staan." (Peshiqta Rabbati 62 C-d)